# Mare amiral

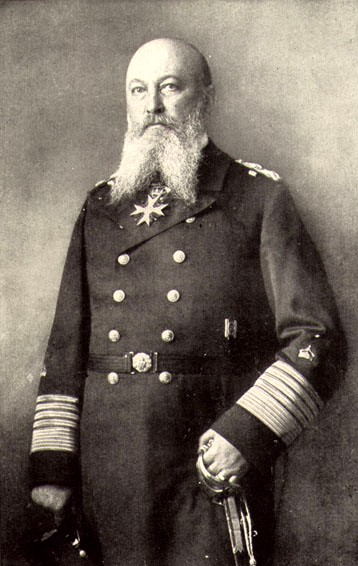
Alfred von Tirpitz în uniformă de mare amiral

Mare amiral este un istoric grad militar naval, fiind în general cel mai înalt astfel de rang în orice țară. Folosirea sa cea mai cunoscută a avut loc în Germania; cuvântul german este Großadmiral.

## Franța
În perioada Restaurației burbonice din Franța, gradul a fost unul onorific, echivalent cu cel de mareșal în Armata Franceză.

## Germania
În Marina Germană, gradul era echivalent celui britanic de admiral of the fleet sau celui american de fleet admiral. El a fost instituit în 1901 și, ca și feldmareșalii, deținătorii lui erau autorizați să poarte un baston.

### Primul Război Mondial

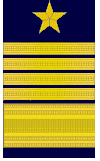
Tresele de mare amiral german de pe mânecă (1939-1945)

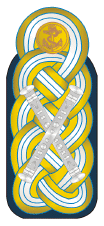
Tresele de mare amiral german de pe umăr

Înainte și în timpul Primului Război Mondial, următorii bărbați au fost făcuți mari amirali ai Kaiserliche Marine (Marina Imperială Germană):
- Împăratul Wilhelm al II-lea (1901)
- Regele Oscar al II-lea al Suediei (1901)
- Hans von Koester (28 iunie 1905)
- Prințul Henric al Prusiei (4 septembrie 1909)
- Alfred von Tirpitz (27 ianuarie 1911)
- Henning von Holtzendorff (31 mai 1918)

### Al Doilea Război Mondial
Înainte și în timpul celui de-al Doilea Război Mondial, următorii bărbați au fost făcuți mari amirali ai Kriegsmarine (Marina de Război Germană):
- Erich Raeder, comandant-șef al Kriegsmarine, care a fost făcut mare amiral la 1 aprilie 1939
- Karl Dönitz, comandant al flotei de submarine și apoi succesor al lui Adolf Hitler, a fost făcut mare amiral la 30 ianuarie 1943 după ce i-a succedat lui Raeder în funcția de comandant-șef al Kriegsmarine.

Kriegsmarine a folosit și gradul de general amiral (Generaladmiral) care era superior celui de amiral, dar inferior celui de mare amiral.

## Italia
Gradul de mare amiral (în italiană grande ammiraglio) a fost instituit de Benito Mussolini în 1924. El a fost creat în principal pentru a-l onora pe Paolo Thaon di Revel, care a fost conducătorul Regia Marina Italiană în Primul Război Mondial; el a fost singura persoană care a primit acest grad. Gradul de mare amiral este echivalent cu cel de mareșal al Italiei în armata terestră și cu cel de mareșal al forțelor aeriene.

## Peru
Rangul de mare amiral al statului Peru (în spaniolă gran almirante del Perú) a fost instituit de Congresul Republicii Peru în 1967. El a fost acordat post-mortem lui Miguel Grau Seminario care a fost un renumit ofițer naval peruvian de origine germană și erou al Bătălia navală de la Angamos în timpul Războiului Pacificului (1879–1884).

## Austro-Ungaria
Anton Haus, comandantul Marinei Austro-Ungare în timpul Primului Război Mondial, a primit titlul de mare amiral (Großadmiral) în 1916. Niciunui alt ofițer activ (cu excepția membrilor familiei imperiale) nu i s-a acordat vreodată acest grad (deși succesorul imediat al lui Haus, Maximilian Njegovan, a fost promovat la gradul de mare amiral în retragere în 1918).

## În cultura populară
Gradul de mare amiral a apărut și în literatura science-fiction, în principal în literatura din seria Războiul Stelelor.  Marele Amiral Thrawn, din romanele lui Timothy Zahn, este unul dintre personajele science-fiction care a deținut acest înalt grad al forțelor militare navale.